# Återinskrivning
Återinskrivning innebär inom sjukvården att en patient som blivit utskriven från sjukhus behöver oplanerad sjukhusvård igen inom ett specificerat tidsintervall. Tidsintervallet baseras på inom vilken tidsperiod patienten inte förväntas behöva ytterligare sjukhusvård 

## Användningsområden
Återinskrivningar är ett vanligt förekommande effektmått på kvalitet inom medicinsk forskning, bland annat inom hälso- och sjukvårdsforskning. Minskningar av antalet återinskrivningar kan ses som en indikator på att sjukhusvården och/eller uppföljande vård utanför sjukhuset har förbättrats.